# Ляньшань-Чжуан-Яоський автономний повіт
24°34′10″ пн. ш. 112°04′55″ сх. д. / 24.56939° пн. ш. 112.08204° сх. д.
Ляньшань-Чжуан-Яоський автономний повіт (кит. 连山壮族瑶族自治县, пін. Liánshān Zhuàngzú Yáozú Zìzhìxiàn) — один із повітів КНР у складі префектури Цін'юань, провінція Гуаньдун. Адміністративний центр — містечко Цзітянь.

## Географія
Ляньшань-Чжуан-Яоський автономний повіт лежить на півночі провінції в горах Наньлін.

### Клімат
Повіт знаходиться у зоні, котра характеризується вологим субтропічним кліматом. Найтепліший місяць — липень із середньою температурою 26,9 °C. Найхолодніший місяць — січень, із середньою температурою 9,2 °С.
| Клімат повіту Ляньшань-Чжуан-Яо | Клімат повіту Ляньшань-Чжуан-Яо | Клімат повіту Ляньшань-Чжуан-Яо | Клімат повіту Ляньшань-Чжуан-Яо | Клімат повіту Ляньшань-Чжуан-Яо | Клімат повіту Ляньшань-Чжуан-Яо | Клімат повіту Ляньшань-Чжуан-Яо | Клімат повіту Ляньшань-Чжуан-Яо | Клімат повіту Ляньшань-Чжуан-Яо | Клімат повіту Ляньшань-Чжуан-Яо | Клімат повіту Ляньшань-Чжуан-Яо | Клімат повіту Ляньшань-Чжуан-Яо | Клімат повіту Ляньшань-Чжуан-Яо | Клімат повіту Ляньшань-Чжуан-Яо |
| Показник                        | Січ.                            | Лют.                            | Бер.                            | Квіт.                           | Трав.                           | Черв.                           | Лип.                            | Серп.                           | Вер.                            | Жовт.                           | Лист.                           | Груд.                           | Рік                             |
| Середній максимум, °C           | 14,5                            | 15,6                            | 18,7                            | 24                              | 28,2                            | 30,6                            | 32,5                            | 32,6                            | 30,6                            | 27,2                            | 22,4                            | 17,7                            | 24,6                            |
| Середня температура, °C         | 9,2                             | 11,1                            | 14,4                            | 19,6                            | 23,2                            | 25,7                            | 26,9                            | 26,4                            | 24,4                            | 20,5                            | 15,3                            | 10,6                            | 18,9                            |
| Середній мінімум, °C            | 5,6                             | 8                               | 11,4                            | 16,4                            | 19,8                            | 22,6                            | 23,3                            | 22,9                            | 20,6                            | 16,2                            | 10,8                            | 6                               | 15,3                            |
| Норма опадів, мм                | 80.3                            | 109.1                           | 157.7                           | 217.3                           | 275.9                           | 283.6                           | 204.7                           | 191.5                           | 90.8                            | 66.7                            | 51.7                            | 39.5                            | 1768.8                          |
| Вологість повітря, %            | 80                              | 82                              | 84                              | 84                              | 84                              | 85                              | 82                              | 84                              | 82                              | 78                              | 78                              | 76                              | 81.6                            |
| ------------------------------- | ------------------------------- | ------------------------------- | ------------------------------- | ------------------------------- | ------------------------------- | ------------------------------- | ------------------------------- | ------------------------------- | ------------------------------- | ------------------------------- | ------------------------------- | ------------------------------- | ------------------------------- |
| Джерело: data.cma.cn            |                                 |                                 |                                 |                                 |                                 |                                 |                                 |                                 |                                 |                                 |                                 |                                 |                                 |